# Падіння Константинополя (1204)
Облога та взяття Константинополя військами Четвертого хрестового походу 13 квітня 1204 року була однією з епохальних подій середньовічної історії і мала далекосяжні наслідки для всієї Європи. Взяття міста передували дві досить напружені облоги — 1203 і 1204 років, в ході яких свої зусилля об'єднали венеційський флот і західноєвропейська (переважно французька) піхота.

## Передумови для взяття міста
Головною передумовою захоплення міста було бажання католицького духовенства підкорити Риму православну церкву. Папа Іннокентій III організував Четвертий хрестовий похід, що мав за мету підпорядкування православної церкви і ліквідацію патріархатства у Константинополі.

## Причини падіння
Падіння Константинополя пояснювалося зростанням відставання у соціально-економічному розвитку імперії у порівнянні з компактнішими і краще організованими західноєвропейськими державами, в яких намітилася тенденція до практичного застосування останніх досягнень технічного прогресу у побуті, армії і флоті, а також до зростання торгівлі та товарообігу, яким сприяв великий споживчий попит та інтенсивний грошовий обіг у містах. Візантійські вельможі, як і раніше воліли вкладати свої заощадження у малоприбуткову, але високостатусну нерухомість (латифундії у Малій Азії), яку ставало дедалі важче утримувати і охороняти, особливо в умовах мусульманських навал. У самому Константинополі до кінця XII століття з'явився грецький торговий клас, але він був радше наслідком імітації італійських купецьких традицій і, в якійсь мірі, навіть зацікавлений у ще тіснішій співпраці з італійською таласократією, за допомогою якої розраховував поліпшити свій добробут. В умовах постійного збільшення західної присутності ця група стала грати роль п'ятої колони.

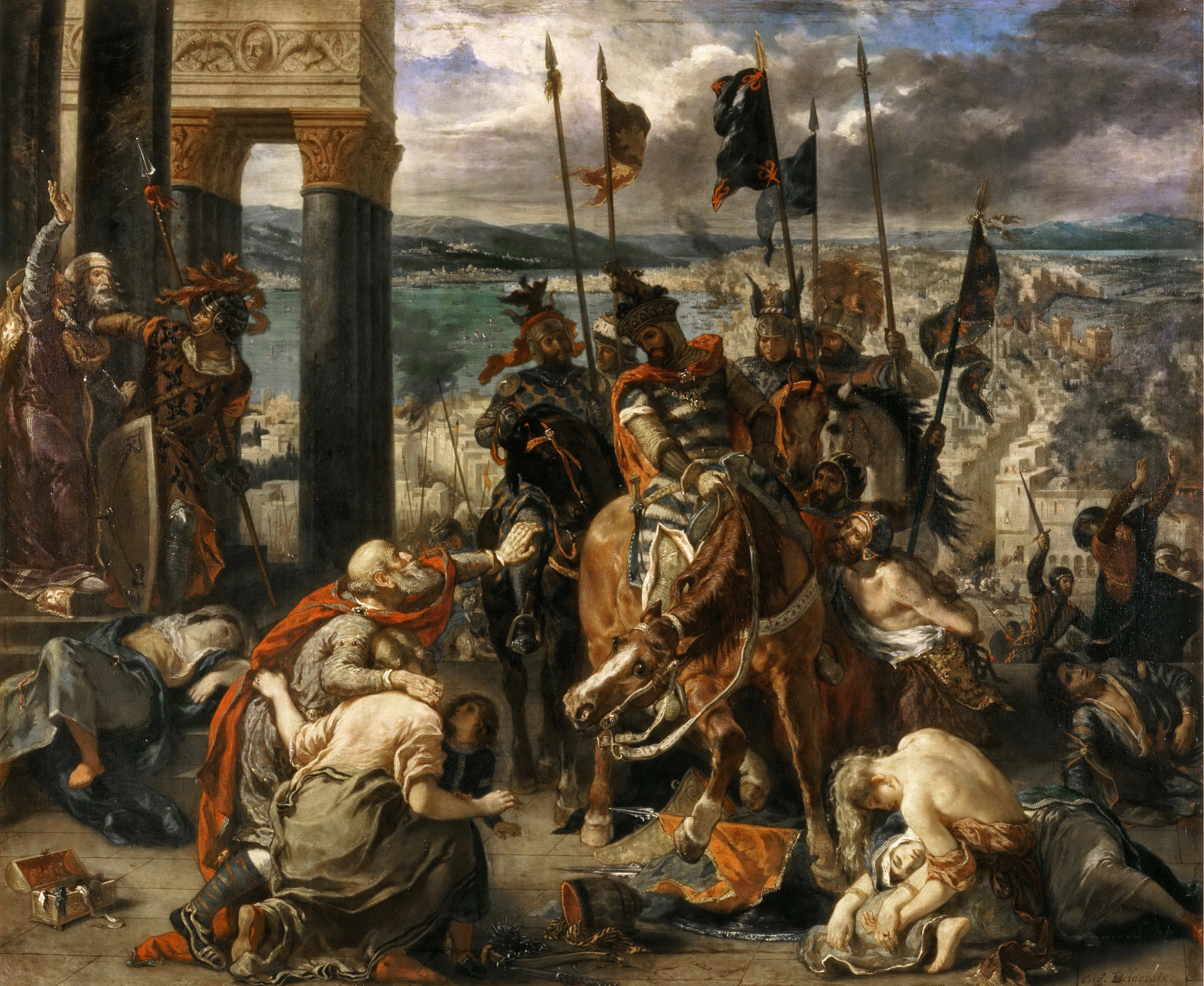
«Взяття Константинополя хрестоносцями» (Делакруа, 1840)

Також у падінні міста чималу роль зіграв венеційсько-візантійський договір 1187 року, за умовами якого візантійські імператори скоротили свої військово-морські сили до мінімуму, покладаючись на флот своїх італійських «союзників». Саме кораблі венеційців доставили понад 30 тисяч хрестоносців до околиць Константинополя, який тепер захищали лише міські стіни і чисельна перевага його мешканців (населення столиці на момент падіння оцінювалося в межах від 250 до 500 тис. осіб — неймовірна кількість за мірками середньовічних міст Західної Європи, в яких рідко налічувалося понад 10 тис. мешканців). Все ж, багатолюдність столиці не лякала хрестоносців. У місті вже давно панувала смута, викликана безперервною боротьбою за владу між окремими кланами грецьких вельмож. При цьому вони не гребували вдаватися до послуг іноземних найманців заради своїх особистих інтересів, які ставили вище від інтересів грецького народу в цілому.

## Хід подій
За змовою з очільником хрестоносців Боніфацієм Монферратським венеційський дож Енріко Дандоло переправив хрестоносців на венеційській флотилії до Константинополя з метою відновити на візантійському престолі Ісаака II Ангела, який обіцяв йому за це 200 тис. срібних марок. Після недовгої облоги Ісаака II було поновлено на престолі. Проте скарбниця держави виявилася порожньою. Імператор квапливо спробував зібрати потрібні гроші з міського населення, що спричинило повстання. Ісаака було вдруге скинуто з престолу, тепер уже назавжди.
Обурені таким станом справ, хрестоносці перейшли до справи. Навесні 1204 року почалася відкрита війна, а дванадцятого квітня хрестоносці пішли на штурм Константинополя. Вночі частина солдатів, побоюючись контрнаступу візантійців, стала підпалювати будинки. Жоффуа де Віллардуен, один із ватажків походу, та його хроніст, так розповідав про це:

Вогонь почав поширюватися містом, який яскраво запалав і горів всю ніч та увесь наступний день впритул до вечора. У місті згоріло більше будинків, ніж можна нарахувати у будь-якому з трьох найбільших міст Французького королівства.
Те, що не згоріло, було розграбовано.
Армія, розсипавшись містом, почала грабувати, — так багато, що воістину не можливо було визначити кількість чи цінність здобичі. Тут і золото і срібло, посуд, коштовне каміння, сукна і шовк, хутряний одяг і, взагалі, все найкраще, що тільки можна було відшукати у місті.

Жоффруа де Віллардуен підтверджує цими словами, що, наскільки йому відомо, такої багатої здобичі не брали ще в жодному місті з часів створення світу.

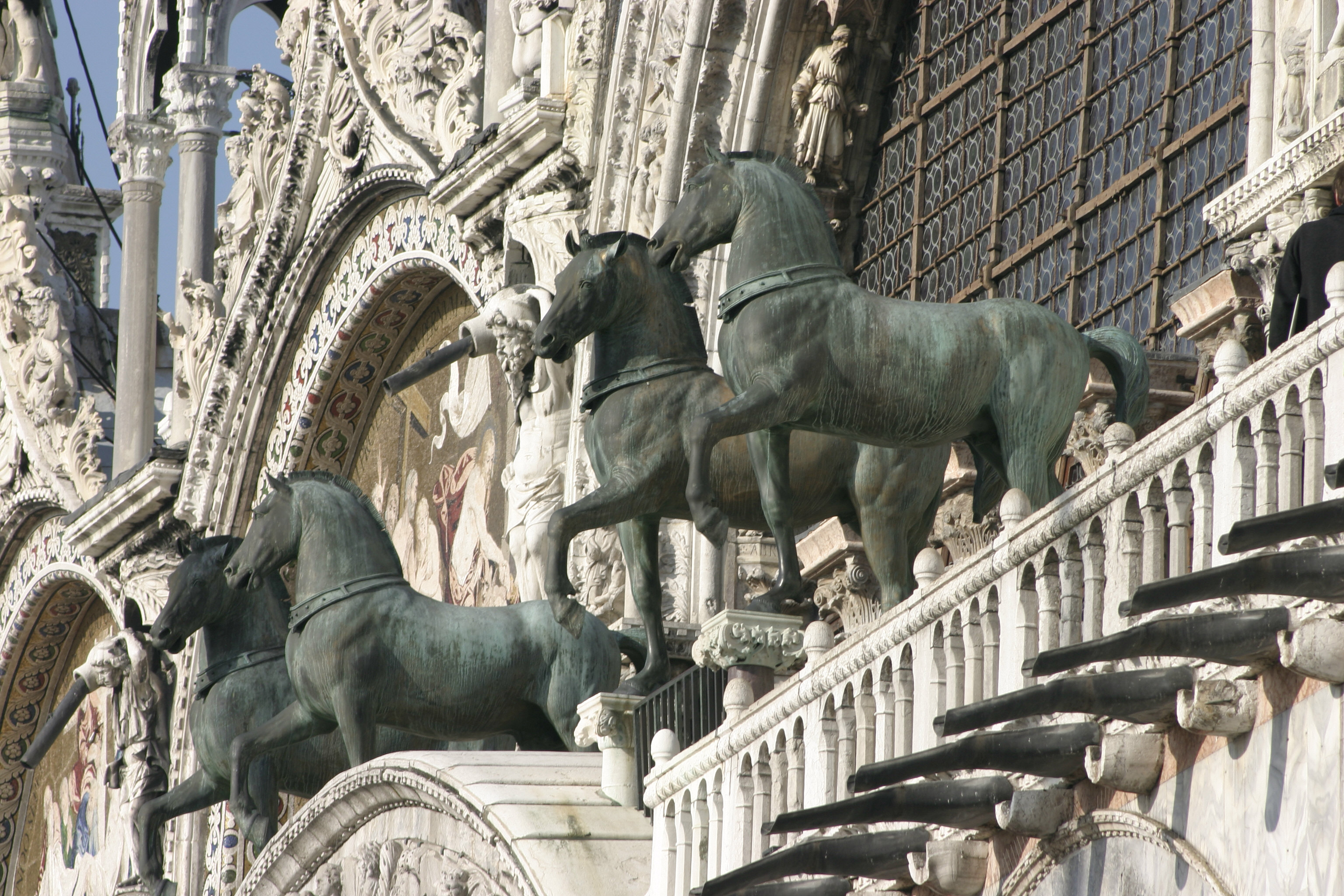
Квадрига святого Марка

Католицьке духовенство займалося переважно пошуками священних реліквій. У Францію їх привезли силу-силенну, зокрема і терновий вінець Христа. Для гідного розміщення цих скарбів король Людовік IX Святий вирішив спорудити у Парижі Сент-Шапель. Венеційцям, крім іншої здобичі, дісталися четверо бронзових коней, вивезені свого часу імператором Августом з Александрії до Рима. Їх розмістили у Венеції.

## Підсумки та значення
Захоплення Константинополя католиками призвело до посилення етно-релігійної ворожнечі на Балканах і встановлення атмосфери загального політичного хаосу.
Після падіння Константинополя рух хрестоносців пішов на спад. І тоді, 1212 року, Інокентій III оголосив про те, що Єрусалим можуть звільнити лише діти, оскільки вони ще не обтяжені гріхами й пороками. У Марселі зібралися близько 10 тисяч дітей з усіх областей Франції, яких марсельські судновласники стали перевозити на Схід. Цей захід завершився тим, що в Александрії Єгипетській більшість дітей було продано заповзятливими купцями у рабство до турків. Та ж доля спіткала і німецьких дітей. Турки стали комплектувати з хлопчиків загони мамелюків та яничарів, а дівчат продавати в гареми емірів. Це викликало сильне обурення в Європі, але без будь-яких наслідків.